# Steganacarus balearicus
Steganacarus balearicus är en kvalsterart som beskrevs av Pérez-Íñigo 1969. Steganacarus balearicus ingår i släktet Steganacarus och familjen Phthiracaridae. Inga underarter finns listade i Catalogue of Life.